# 統一部
統一部（とういつぶ、朝: 통일부 , 英: Ministry of Unification）は、大韓民国（韓国）の国家行政機関。統一部の長を統一部長官と称し、国務委員が任命される。日本のマスメディアでは統一省という表記も使われる。朝鮮半島の南北統一及び韓国と北朝鮮との政治的対話・交流・協力・人道支援に関する政策の樹立、統一教育・広報、その他統一に関する事務を管掌する。

## 沿革
- 1969年3月1日 - 国土統一院開院。
- 1980年10月20日 - 南北対話事務局を編入。
- 1989年7月24日 - 統一政策室新設。
- 1990年8月1日 - 南北協力基金法と南北交流協力に関する法律の制定。
- 1990年12月27日 - 統一院に改称。長官を副総理に格上げ。
- 1991年7月1日 - 交流協力局新設。
- 1998年2月28日 - 副総理制廃止によって、統一院を統一部に改編。
- 1999年2月5日 - 統一教育支援法を制定
- 1999年7月8日 - 北韓離脱住民定着支援事務所（ハナ院）を設立。
- 2003年11月20日 - 南北出入事務所開所。
- 2004年10月5日 - 開城工業団地事業支援団と南北経済協力協議事務所新設。
- 2013年11月24日 - 南北共同委員会事務局新設
- 2014年8月27日 - 統一未来センター新設

## 組織
| 代弁人室 - 公報担当官室 - 広報担当官室 長官政策補佐官室 - 運営支援課 - 監査担当官室 企画調整室 - 政策企画官室 - 企画財政担当官室 - 革新行政担当官室 - 情報化担当官室 - 緊急安全担当官室 統一政策室 - 統一政策協力官室 - 政策総括課 - 政策企画課 - 平和政策課 - 国際協力課 - 政策協力課 情勢分析局 - 情勢分析総括課 - 政治軍事分析課 - 経済社会分析課 交流協力局 - 交流協力企画課 - 南北協力課 - 社会文化交流課 - 開発支援協力課 人道協力局 - 人道協力企画課 - 北韓人権課 - 離散家族課 - 定着支援課 南北協力地区発展企画団 - 存続期間は2016年10月4日まで - 企画総括課 - 企業管理チーム | - 南北会談本部 - 北韓離脱住民定着支援事務所 - 南北出入事務所 - 南北交流協力協議事務所 - 開城工団南北共同委員会事務処 - 北韓人権記録センター - 韓半島統一未来センター - 統一教育院 - 華川分所（第2ハナ院） |

## 歴代長官
| 代                             | 氏名     | 氏名         | 在任期間       | 在任期間       |
| 代                             | 漢字表記 | ハングル表記 | 着任           | 退任           |
| ------------------------------ | -------- | ------------ | -------------- | -------------- |
| 国土統一院長官                 |          |              |                |                |
| 1                              | 申泰煥   | 신태환       | 1969年2月17日  | 1970年3月8日   |
| 2                              | 金永善   | 김영선       | 1970年3月9日   | 1973年12月1日  |
| 3                              | 金溶植   | 김용식       | 1973年12月2日  | 1974年9月17日  |
| 4                              | 愼道晟   | 신도성       | 1974年9月18日  | 1975年8月17日  |
| 5                              | 兪尚根   | 유상근       | 1975年8月18日  | 1976年12月3日  |
| 6                              | 李用熙   | 이용희       | 1976年12月4日  | 1979年12月13日 |
| 7                              | 李奎浩   | 이규호       | 1979年12月14日 | 1980年5月21日  |
| 8                              | 崔完福   | 최완복       | 1980年5月22日  | 1980年9月1日   |
| 9                              | 李範錫   | 이범석       | 1980年9月2日   | 1982年1月3日   |
| 10                             | 孫在植   | 손재식       | 1982年1月4日   | 1985年2月18日  |
| 11                             | 李世基   | 이세기       | 1985年2月19日  | 1985年7月31日  |
| 12                             | 朴東鎮   | 박동진       | 1985年8月1日   | 1986年8月26日  |
| 13                             | 許文道   | 허문도       | 1986年8月27日  | 1988年2月24日  |
| 14                             | 李洪九   | 이홍구       | 1988年2月25日  | 1990年3月18日  |
| 15                             | 洪性澈   | 홍성철       | 1990年3月19日  | 1990年12月26日 |
| 統一院長官（国務副総理を兼任） |          |              |                |                |
| 16                             | 崔浩中   | 최호중       | 1990年12月27日 | 1992年6月25日  |
| 17                             | 崔永喆   | 최영철       | 1992年6月26日  | 1993年2月25日  |
| 18                             | 韓完相   | 한완상       | 1993年2月26日  | 1993年12月21日 |
| 19                             | 李栄徳   | 이영덕       | 1993年12月22日 | 1994年4月29日  |
| 20                             | 李洪九   | 이홍구       | 1994年4月30日  | 1994年12月16日 |
| 職務代理                       | 宋栄大   | 송영대       | 1994年12月17日 | 1994年12月23日 |
| 21                             | 金悳     | 김덕         | 1994年12月24日 | 1995年2月21日  |
| 22                             | 羅雄培   | 나웅배       | 1995年2月22日  | 1995年12月20日 |
| 23                             | 権五琦   | 권오기       | 1995年12月21日 | 1998年3月2日   |
| 統一部長官                     |          |              |                |                |
| 24                             | 康仁徳   | 강인덕       | 1998年3月3日   | 1999年5月23日  |
| 25                             | 林東源   | 임동원       | 1999年5月24日  | 1999年12月23日 |
| 26                             | 朴在圭   | 박재규       | 1999年12月24日 | 2001年3月25日  |
| 27                             | 林東源   | 임동원       | 2001年3月26日  | 2001年9月6日   |
| 28                             | 洪淳瑛   | 홍순영       | 2001年9月7日   | 2002年1月28日  |
| 29                             | 丁世鉉   | 정세현       | 2002年1月29日  | 2003年2月26日  |
| 30                             | 丁世鉉   | 정세현       | 2003年2月27日  | 2004年6月30日  |
| 31                             | 鄭東泳   | 정동영       | 2004年7月1日   | 2006年2月9日   |
| 32                             | 李鍾奭   | 이종석       | 2006年2月10日  | 2006年12月11日 |
| 33                             | 李在禎   | 이재정       | 2006年12月12日 | 2008年2月29日  |
| 34                             | 金夏中   | 김하중       | 2008年3月11日  | 2009年2月11日  |
| 35                             | 玄仁沢   | 현인택       | 2009年2月12日  | 2011年9月30日  |
| 36                             | 柳佑益   | 류우익       | 2011年10月4日  | 2013年3月11日  |
| 37                             | 柳吉在   | 류길재       | 2013年3月11日  | 2015年3月13日  |
| 38                             | 洪容杓   | 홍용표       | 2015年3月16日  | 2017年7月2日   |
| 39                             | 趙明均   | 조명균       | 2017年7月3日   | 2019年4月8日   |
| 40                             | 金錬鉄   | 김연철       | 2019年4月8日   | 2020年6月19日  |
| 職務代理                       | 徐虎     | 서호         | 2020年6月19日  | 2020年7月27日  |
| 41                             | 李仁栄   | 이인영       | 2020年7月27日  | 2022年5月13日  |
| 42                             | 権寧世   | 권영세       | 2022年5月13日  | 2023年7月28日  |
| 43                             | 金暎浩   | 김영호       | 2023年7月28日  | 2025年7月25日  |
| 44                             | 鄭東泳   | 정동영       | 2025年7月25日  | 現職           |

参考：